# Macropiper methysticum
Macropiper methysticum är en pepparväxtart som först beskrevs av Johann Georg Adam Forster, och fick sitt nu gällande namn av Hook. & Arn.. Macropiper methysticum ingår i släktet Macropiper och familjen pepparväxter. Utöver nominatformen finns också underarten M. m. wichmannii.